# 李彦秀
李 彦秀（り げんしゅう、リー イエンシウ、1971年〈民国60年〉12月18日 - ）は、中華民国（台湾）の政治家。中国国民党所属の立法委員。

## 経歴
台北市南港区で生まれる。実家は地元の名家であり、父親と祖父はいずれも台北市議会議員を務めていた。静修中学で学び、カリフォルニア大学アーバイン校を卒業した。
1998年の台北市議会議員選挙に中国国民党から立候補し当選。
2016年立法委員選挙の選挙では、台北市第四選挙区における中国国民党の候補指名を勝ち取り、初当選して立法委員となった。2020年立法委員選挙でも同党の候補者となり、前回よりも得票数を積み増したものの、民主進歩党の高嘉瑜に6000票余りの差で敗れ議席を逃す結果となった。
2024年立法委員選挙では、前回敗れた高嘉瑜を打ち破り議席を奪還した。

## 選挙記録
| 年度 | 選挙                 | 選挙区           | 所属政党   | 得票数  | 得票率 | 当選   | 注釈   |
| ---- | -------------------- | ---------------- | ---------- | ------- | ------ | ------ | ------ |
| 1998 | 第8回台北市議員選挙  | 第二選挙区       | 中国国民党 | 25,915  | 13.46% |        | [ 8 ]  |
| 2002 | 第9回台北市議員選挙  | 第二選挙区       | 中国国民党 | 25,546  | 13.85% | [ 9 ]  |        |
| 2006 | 第10回台北市議員選挙 | 第二選挙区       | 中国国民党 | 26,208  | 14.83% | [ 10 ] |        |
| 2010 | 第11回台北市議員選挙 | 第二選挙区       | 中国国民党 | 27,952  | 13.67% | [ 11 ] |        |
| 2014 | 第12回台北市議員選挙 | 第二選挙区       | 中国国民党 | 25,057  | 11.44% | [ 12 ] |        |
| 2016 | 第9回立法委員選挙    | 台北市第四選挙区 | 中国国民党 | 89,612  | 41.74% | [ 13 ] |        |
| 2020 | 第10回立法委員選挙   | 台北市第四選挙区 | 中国国民党 | 118,432 | 47.44% |        | [ 14 ] |
| 2022 | 第14回台北市議員選挙 | 第二選挙区       | 中国国民党 | 37,669  | 18.28% |        |        |
| 2024 | 第11回立法委員選挙   | 台北市第四選挙区 | 中国国民党 | 112,743 | 47.64% |        |        |